# 钱家盛
钱家盛（1965年10月—），男，汉族，安徽灵璧人，中华人民共和国政治人物。现任安徽大学副校长，教授，博士生导师。第十四届全国政协委员。